# Bernhard Blumenkranz
Bernhard Blumenkranz (geboren 12. Juni 1913 in Wien, Österreich-Ungarn; gestorben 4. November 1989 in Paris) war ein französischer Judaist und Historiker. 

## Leben und Wirken
Bernhard Blumenkranz floh beim Anschluss Österreichs 1938 nach Frankreich, um dort sein Studium fortzusetzen, er wurde aber bei Kriegsausbruch 1939 als feindlicher Ausländer im südfranzösischen Lager Gurs interniert. Er konnte aus dem Lager entweichen und gelangte in die Schweiz, wo er 1945 an der Universität Basel mit einer theologischen Dissertation über die Judenpredigt Augustins promoviert wurde. Blumenkranz ging wieder nach Frankreich und wurde mit der Dissertation Juifs et chrétiens dans le monde occidental bei Henri-Irénée Marrou ein weiteres Mal promoviert. Blumenkranz gründete 1961 die Commission française des archives juives und war Herausgeber der Schriftenreihe Franco-Judaica. Am Centre national de la recherche scientifique (CNRS) wurde er Forschungsdirektor. Daneben unterrichtete er zur Geschichte der Juden an der École pratique des hautes études und hatte eine Professur an der Sorbonne Nouvelle. Blumenkranz gehörte zu den Redakteuren der 1971 erschienenen Encyclopaedia Judaica. Anlässlich seines 100. Geburtstages fand in Wien eine Tagung statt. Die Beiträge wurden 2016 in einem Sammelband veröffentlicht.

## Schriften (Auswahl)

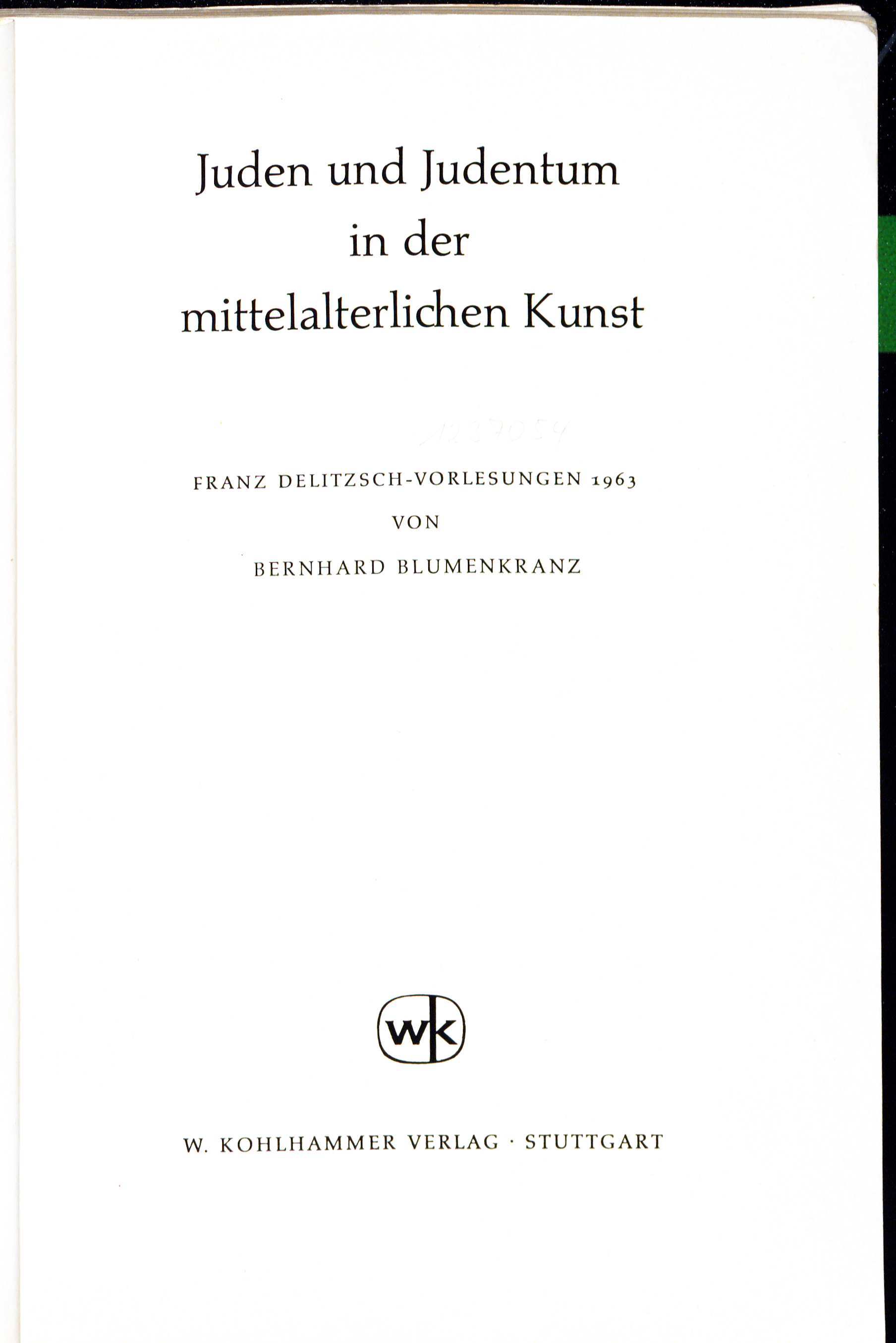
Juden und Judentum 1965

- Die Judenpredigt Augustins: Ein Beitrag zur Geschichte der jüdisch-christlichen Beziehungen in den ersten Jahrhunderten. Helbing & Lichtenhahn, Basel 1946 (Dissertation Universität Basel 1945). Nachdruck 1973
- Perfidia. Archivium Latinitatis medii Aevi, Bulletin du Cange, 1952
- Juifs et chrétiens dans le monde occidental, 430–1096. Mouton, Paris 1960
- Bibliographie des Juifs de France. École pratique des hautes études, Paris 1961
- Les Auteurs chrétiens latins du Moyen Âge sur les juifs et le judaïsme. Mouton, Paris 1963
- Juden und Judentum in der mittelalterlichen Kunst. Kohlhammer, Stuttgart 1965
- Le Juif médiéval au regard de l'art chrétien Études augustiniennes, Paris 1966
- (Hrsg.): Histoire des Juifs en France. Toulouse 1972
- mit Albert Soboul (Hrsg.): Les Juifs et la Révolution française. Toulouse 1976
- Art et archéologie des Juifs en France médiévale. Toulouse 1980